# كيفين مكلوري
كيفين مكلوري (بالإنجليزية: Kevin McClory)‏ (و. 1926 – 2006 م) هو كاتب سيناريو، ومنتج أفلام، ومخرج أفلام أيرلندي، ولد في دبلن، توفي في دبلن، عن عمر يناهز 80 عاماً.

## وصلات خارجية
- كيفين مكلوري على موقع IMDb (الإنجليزية)
- كيفين مكلوري على موقع ألو سيني (الفرنسية)
- كيفين مكلوري على موقع أول موفي (الإنجليزية)
- كيفين مكلوري على موقع قاعدة بيانات الأفلام السويدية (السويدية)
- كيفين مكلوري على موقع قاعدة بيانات الفيلم (الإنجليزية)
- كيفين مكلوري على موقع كينوبويسك (الروسية)